# Roc de Penalta
El Roc de Penalta és una roca i una cinglera del terme municipal de Conca de Dalt, a l'antic terme d'Hortoneda de la Conca, al Pallars Jussà, en territori de l'antic poble de Perauba.
Es troba a la dreta de la llau de Perauba i a llevant de l'extrem nord dels Rocs del Comeller. És a l'extrem nord-oest del Serrat de Penalta, a ponent de les Obaguetes.